# 火付盗賊改方
火付盗賊改方（ひつけとうぞくあらためかた）は、江戸時代に主に重罪である火付け（放火）、盗賊（押し込み強盗団）、賭博を取り締まった役職。本来、臨時の役職で、幕府常備軍の御先手弓・筒之頭から選ばれた。御先手頭の職務との兼役であるため「加役」（かやく）とも呼ばれ、時代劇などでは「火盗改」（かとうあらため）、あるいは「火盗」（かとう）と略して呼ばれることがある。

## 歴史

### 設置の経緯
明暦の大火以後、放火犯に加えて盗賊が江戸に多く現れたため、幕府はそれら凶悪犯を取り締まる専任の役所を設けることにし、「盗賊改」を1665年（寛文5年）に設置。その後「火付改」を1683年（天和3年）に設けた。一方の治安機関たる町奉行が役方（文官）であるのに対し、火付盗賊改方は番方（武官）である。この理由として、殊に江戸前期における盗賊が武装強盗団であることが多く、それらが抵抗した場合に非武装の町奉行では手に負えなかった。また捜査撹乱を狙って犯行後に家屋に火を放ち逃走する手口も横行したことから、これらを武力制圧することのできる、近代以降でいう国家憲兵・特殊部隊のような、いわば事実上の準軍事組織として設置されたものである。

### 組織
初代の頭（長官）として「鬼勘解由」と恐れられた中山勘解由が知られるが、当時は火付改と盗賊改は統合されておらず、初代火付改の中山直房のこととも同日に盗賊改（初代ではない）に任じられた父の中山直守ともいわれる。
決められた役所はなく、先手頭などの役宅を臨時の役所として利用した。任命された先手組の組織（与力（5-10騎）、同心（30-50人））がそのまま使われるが、取り締まりに熟練した者が、火付盗賊改方頭が代わってもそのまま同職に残ることがあった。町奉行所と同じように目明しも使った。1787年（天明7年）から1795年（寛政7年）まで長官を務め、池波正太郎の小説「鬼平犯科帳」の主人公となった長谷川宣以が有名である。
火付盗賊改方は窃盗・強盗・放火などにおける捜査権こそ持つものの裁判権はほとんど認められておらず、敲き（たたき）刑以上の刑罰に問うべき容疑者の裁定に際しては老中の裁可を仰ぐ必要があった。
なお、火付盗賊改方長官は矯正授産施設である人足寄場も所管したが、初代の人足寄場管理者である長谷川宣以以外は、火付盗賊改方とは別組織の長である寄場奉行として、町奉行の管轄下に置かれた。

### 廃止と再設置
火付盗賊改方は番方であるが故に取り締まりは乱暴になる傾向があり、町人に限らず、武士、僧侶であっても疑わしい者を容赦なく検挙することが認められていたことから、苛烈な取り締まりによる誤認逮捕等の冤罪も多かった。市井の人々は町奉行を「檜舞台」と呼んだのに対し、火付盗賊改方を「乞食芝居」と呼び、一方の捜査機関たる町奉行所の同心・与力からも嫌われていた記録が見られる。慕われていたのはごく一部であった（一例として、先述の長谷川宣以は「本所の平蔵さま」「今大岡」と庶民から呼ばれ、人情味があるとして人気が高かった）。このためか、時代劇において悪役として扱われることも少なくない。
これらの弊害により、1699年（元禄12年）、盗賊改と火付改は廃止され、三奉行（寺社奉行、勘定奉行、町奉行）の管轄になるが、赤穂事件があった1702年（元禄15年）に盗賊改が復活し、博打改が加わる。翌年、火付改が復活した。1718年（享保3年）には、盗賊改と火付改は、「火付盗賊改」に一本化されて先手頭の加役となり、1862年（文久2年）には先手頭兼任から独立、加役から専任制になった。博打改は火付盗賊改ができた年に、町奉行の下に移管されている。
本役加役（任期1年）2名、当分加役（任期半年）2名が通例であったという。当分加役は火災の多い秋冬（9月 - 3月）に任命されていた。この他、江戸市中で打ちこわしが多発した際など、騒然とした状況下において増役として同役が増員された例がある。

## 歴代の火付盗賊改方頭
| 代  | 氏名       | 任期                                                     |
| --- | ---------- | -------------------------------------------------------- |
| 1   | 水野守正   | 寛文5年（1665年）11月1日 - 寛文11年（1671年）12月25日    |
| 2   | 岡野成明   | 寛文5年（1665年）11月9日 - ?                             |
| 3   | 大嶋義近   | 寛文9年（1669年）5月15日 - 寛文10年（1670年）7月3日      |
| 4   | 筧正明     | 寛文10年（1670年）10月7日 - ?                            |
| 5   | 久永重之   | 延宝元年（1673年）11月1日 - 延宝4年（1676年）2月4日      |
| 6   | 井上正貞   | 延宝3年（1675年）2月10日 - 延宝6年（1678年）11月30日     |
| 7   | 仙石政勝   | 延宝6年（1678年）12月3日 - 延宝8年（1680年）2月25日      |
| 8   | 佐野正行   | 延宝8年（1680年）3月4日 - 延宝9年（1681年）7月26日       |
| 9   | 中山信久   | 延宝9年（1681年）7月27日 - 天和2年（1682年）11月6日      |
| 10  | 岡野房勝   | 天和2年（1682年）11月11日 - 貞享元年（1684年）12月26日   |
| 11  | 中山直守   | 天和3年（1683年）1月23日 - 12月3日                       |
| 12  | 山岡景助   | 貞享元年（1684年）12月26日 - 貞享4年（1687年）2月18日    |
| 13  | 井戸幸弘   | 貞享3年（1686年）12月5日 - 貞享5年（1688年）3月10日      |
| 14  | 中根正和   | 貞享4年（1687年）2月26日 - 元禄2年（1689年）閏1月21日    |
| 15  | 蜂屋可英   | 貞享5年（1688年）4月25日 - 元禄3年（1690年）8月27日      |
| 16  | 加藤泰堅   | 元禄2年（1689年）閏1月26日 - 元禄4年（1691年）1月11日    |
| 17  | 諏訪頼蔭   | 元禄2年（1689年）閏1月26日 - 元禄8年（1695年）2月18日    |
| 18  | 赤井忠広   | 元禄3年（1690年）9月1日 - 元禄5年（1692年）4月22日       |
| 19  | 稲葉通任   | 元禄4年（1691年）1月21日 - 元禄5年（1692年）5月26日      |
| 20  | 能勢元之   | 元禄5年（1692年）5月26日 - 元禄8年（1695年）4月19日      |
| 21  | 鈴木重祐   | 元禄8年（1695年）2月21日 - 元禄10年（1697年）3月25日     |
| 22  | 大久保忠行 | 元禄8年（1695年）4月19日 - 元禄9年（1696年）6月27日      |
| 23  | 久貝正方   | 元禄9年（1696年）6月27日 - 元禄11年（1698年）5月14日     |
| 24  | 石野範恭   | 元禄10年（1697年）3月25日 - 元禄11年（1698年）5月14日    |
| 25  | 松下直昌   | 元禄11年（1698年）5月14日 - 元禄12年（1699年）2月28日    |
| 26  | 土屋正敬   | 元禄11年（1698年）5月14日 - 元禄12年（1699年）11月25日   |
| 27  | 小倉正仲   | 元禄12年（1699年）2月28日 - 11月25日                     |
| 28  | 天野富重   | 元禄12年（1699年）8月10日 - 元禄13年（1700年）7月28日    |
| 29  | 別所常治   | 元禄12年（1699年）8月10日 - 元禄13年（1700年）7月28日    |
| 30  | 水野守美   | 元禄12年（1699年）12月12日 - 元禄14年（1701年）5月28日   |
| 31  | 三上季明   | 元禄13年（1700年）7月28日 - 元禄14年（1701年）1月11日    |
| 32  | 津田正氏   | 元禄13年（1700年）7月28日 - 元禄14年（1701年）5月28日    |
| 33  | 徳山重俊   | 元禄15年（1702年）4月9日 - 12月30日                      |
| 34  | 赤井正幸   | 元禄15年（1702年）閏8月9日 - 11月21日                    |
| 35  | 坪内定鑑   | 元禄15年（1702年）12月30日 - 宝永2年（1705年）1月28日    |
| 36  | 佐野政信   | 元禄16年（1703年）11月25日 - 宝永3年（1706年）5月2日     |
| 37  | 雨宮正長   | 宝永2年（1705年）2月3日 - 6月6日                         |
| 38  | 平岩親庸   | 宝永2年（1705年）6月6日 - 宝永5年（1708年）4月1日        |
| 39  | 大久保忠義 | 宝永3年（1706年）5月2日 - 宝永4年（1707年）12月30日      |
| 40  | 松田勝広   | 宝永4年（1707年）12月1日 - 宝永6年（1709年）2月20日      |
| 41  | 安部信旨   | 宝永5年（1708年）4月5日 - 宝永6年（1709年）2月20日       |
| 42  | 中坊秀広   | 宝永6年（1709年）3月2日 - 正徳元年（1711年）5月15日      |
| 43  | 佐久間信房 | 正徳元年（1711年）5月25日 - 正徳3年（1713年）8月29日     |
| 44  | 阿部次紀   | 正徳3年（1713年）8月29日 - 正徳5年（1715年）8月15日      |
| 45  | 堀田通右   | 正徳5年（1715年）3月4日 - 享保元年（1716年）3月26日      |
| 46  | 船越景次   | 正徳5年（1715年）8月15日 - 正徳6年（1716年）2月6日       |
| 47  | 大井政長   | 正徳6年（1716年）2月5日 - 3月26日                        |
| 48  | 堀田通右   | 正徳6年（1716年）2月11日 - 享保2年（1717年）1月28日      |
| 49  | 逸見義武   | 正徳6年（1716年）3月26日 - 享保3年（1718年）4月8日       |
| 50  | 田付直久   | 享保2年（1717年）1月24日 - 3月4日                        |
| 51  | 井上正房   | 享保2年（1717年）1月24日 - 3月4日                        |
| 52  | 安部信旨   | 享保2年（1717年）1月28日 - 享保9年（1724年）2月24日      |
| 53  | 山川忠義   | 享保3年（1718年）3月16日 - 享保10年（1725年）12月9日     |
| 54  | 杉浦勝照   | 享保9年（1724年）3月11日 - 享保10年（1725年）2月7日      |
| 55  | 飯田直恒   | 享保10年（1725年）2月7日 - 享保11年（1726年）2月22日     |
| 56  | 進成睦     | 享保10年（1725年）12月9日 - 享保13年（1728年）6月2日     |
| 57  | 佐々木正庸 | 享保11年（1726年）7月29日 - 10月12日                     |
| 58  | 高田政孝   | 享保12年（1727年）閏1月8日 - 享保17年（1732年）閏5月4日  |
| 59  | 佐々木正富 | 享保13年（1728年）1月19日 - 6月2日                       |
| 60  | 細井勝郷   | 享保13年（1728年）6月2日 - 享保15年（1730年）11月6日     |
| 61  | 向井政暉   | 享保14年（1729年）2月18日 - 5月18日                      |
| 62  | 日根野弘長 | 享保14年（1729年）12月28日 - 享保15年（1730年）4月1日    |
| 63  | 高林利要   | 享保15年（1730年）11月6日 - 享保16年（1731年）4月2日     |
| 64  | 向井政暉   | 享保15年（1730年）11月6日 - 享保17年（1732年）5月7日     |
| 65  | 高林利要   | 享保16年（1731年）10月18日 - 享保17年（1732年）閏5月4日  |
| 66  | 小出英連   | 享保17年（1732年）5月9日 - 享保20年（1735年）12月14日    |
| 67  | 佐々成意   | 享保17年（1732年）11月18日 - 享保18年（1733年）4月28日   |
| 68  | 朝岡方喬   | 享保18年（1733年）11月4日 - 享保19年（1734年）4月8日     |
| 69  | 梶川忠栄   | 享保19年（1734年）12月12日 - 享保20年（1735年）4月6日    |
| 70  | 吉田盛封   | 享保20年（1735年）10月8日 - 享保21年（1736年）4月2日     |
| 71  | 佐々成意   | 享保20年（1735年）12月17日 - 元文3年（1738年）2月28日    |
| 72  | 朝岡方喬   | 元文元年（1736年）10月9日 - 元文2年（1737年）4月2日      |
| 73  | 三宅政照   | 元文2年（1737年）閏11月4日 - 元文3年（1738年）3月29日    |
| 74  | 馬場尚繁   | 元文3年（1738年）3月1日 - 元文4年（1739年）7月19日       |
| 75  | 藤懸永直   | 元文3年（1738年）10月15日 - 元文4年（1739年）4月2日      |
| 76  | 別所矩満   | 元文4年（1739年）7月19日 - 寛保元年（1741年）4月12日     |
| 77  | 三宅政照   | 元文4年（1739年）10月30日 - 元文5年（1740年）4月3日      |
| 78  | 栗原利規   | 元文5年（1740年）10月20日 - 寛保元年（1741年）4月7日     |
| 79  | 栗原利規   | 寛保元年（1741年）4月12日 - 7月25日                      |
| 80  | 布施直郷   | 寛保元年（1741年）7月26日 - 寛保3年（1743年）4月9日      |
| 81  | 久松定郷   | 寛保元年（1741年）11月5日 - 寛保2年（1742年）4月7日      |
| 82  | 久松定郷   | 寛保2年（1742年）8月7日 - 延享元年（1744年）9月28日      |
| 83  | 藤懸永直   | 寛保3年（1743年）9月20日 - 延享2年（1745年）5月11日      |
| 84  | 小浜盛品   | 延享元年（1744年）10月6日 - 延享3年（1746年）4月28日     |
| 85  | 柴田康闊   | 延享2年（1745年）2月21日 - 4月27日                       |
| 86  | 中嶋盛昌   | 延享2年（1745年）10月27日 - 延享3年（1746年）6月12日     |
| 87  | 久世広氐   | 延享3年（1746年）3月1日 - 4月24日                        |
| 88  | 柴田康闊   | 延享3年（1746年）4月29日 - 7月21日                       |
| 89  | 徳山秀栄   | 延享3年（1746年）7月21日 - 延享4年（1747年）12月7日      |
| 90  | 杉浦貞隣   | 延享3年（1746年）10月10日 - 延享4年（1747年）5月19日     |
| 91  | 河野通延   | 延享4年（1747年）9月12日 - 寛延2年（1749年）12月1日      |
| 92  | 長田元鋪   | 延享4年（1747年）12月7日 - 延享5年（1748年）7月5日       |
| 93  | 松平忠陸   | 寛延元年（1748年）10月7日 - 寛延2年（1749年）3月16日     |
| 94  | 深尾鼂明   | 寛延2年（1749年）10月19日 - 寛延3年（1750年）4月5日      |
| 95  | 松平忠陸   | 寛延2年（1749年）12月2日 - 寛延3年（1750年）11月15日     |
| 96  | 小林春郷   | 寛延3年（1750年）10月23日 - 宝暦2年（1752年）2月15日     |
| 97  | 柘植晃正   | 寛延3年（1750年）11月15日 - 寛延4年（1751年）2月21日     |
| 98  | 松平正継   | 寛延4年（1751年）10月8日 - 宝暦2年（1752年）3月13日      |
| 99  | 桜井政甫   | 宝暦2年（1752年）2月28日 - 宝暦3年（1753年）7月5日       |
| 100 | 菅谷政輔   | 宝暦2年（1752年）10月18日 - 宝暦3年（1753年）3月29日     |
| 101 | 菅谷政輔   | 宝暦3年（1753年）7月10日 - 9月25日                       |
| 102 | 大久保忠高 | 宝暦3年（1753年）10月15日 - 宝暦4年（1754年）3月22日     |
| 103 | 桑嶋政恒   | 宝暦3年（1753年）10月15日 - 宝暦5年（1755年）8月15日     |
| 104 | 安藤惟要   | 宝暦4年（1754年）10月12日 - 宝暦5年（1755年）8月15日     |
| 105 | 朝倉景増   | 宝暦5年（1755年）8月15日 - 宝暦6年（1756年）11月3日      |
| 106 | 戸田忠汎   | 宝暦5年（1755年）10月17日 - 宝暦7年（1757年）3月21日     |
| 107 | 山岡景之   | 宝暦6年（1756年）11月17日 - 宝暦8年（1758年）7月18日     |
| 108 | 小笠原信用 | 宝暦6年（1756年）11月17日 - 宝暦7年（1757年）4月23日     |
| 109 | 向坂言政   | 宝暦7年（1757年）10月18日 - 宝暦8年（1758年）3月26日     |
| 110 | 久松定愷   | 宝暦8年（1758年）7月18日 - 宝暦9年（1759年）9月3日       |
| 111 | 松平政尹   | 宝暦8年（1758年）10月22日 - 宝暦9年（1759年）5月6日      |
| 112 | 堀親敷     | 宝暦9年（1759年）9月3日 - 宝暦10年（1760年）11月9日      |
| 113 | 坂部明之   | 宝暦9年（1759年）10月11日 - 宝暦10年（1760年）7月6日     |
| 114 | 芝山正武   | 宝暦10年（1760年）2月15日 - 7月6日                       |
| 115 | 芝山正武   | 宝暦10年（1760年）10月23日 - 宝暦12年（1762年）12月15日  |
| 116 | 島一巽     | 宝暦10年（1760年）11月27日 - 宝暦11年（1761年）4月27日   |
| 117 | 酒井忠高   | 宝暦11年（1761年）9月27日 - 宝暦12年（1762年）閏4月4日   |
| 118 | 島一巽     | 宝暦12年（1762年）12月21日 - 閏4月4日                    |
| 119 | 本多昌忠   | 宝暦12年（1762年）9月10日 - 明和2年（1765年）4月1日      |
| 120 | 本多紀品   | 宝暦12年（1762年）12月16日 - 宝暦13年（1763年）5月14日   |
| 121 | 長谷川正直 | 宝暦13年（1763年）10月13日 - 宝暦14年（1764年）5月3日    |
| 122 | 笹本忠省   | 宝暦13年（1763年）2月27日 - 宝暦14年（1764年）4月6日     |
| 123 | 笹本忠省   | 明和元年（1764年）9月7日 - 明和2年（1765年）5月24日      |
| 124 | 長谷川正直 | 明和2年（1765年）4月1日 - 明和3年（1766年）6月18日       |
| 125 | 浅井元武   | 明和2年（1765年）9月22日 - 明和3年（1766年）6月2日       |
| 126 | 細井正利   | 明和3年（1766年）3月15日 - 明和4年（1767年）7月25日      |
| 127 | 遠藤常住   | 明和3年（1766年）9月8日 - 明和4年（1767年）9月10日       |
| 128 | 曲淵景忠   | 明和3年（1766年）11月10日 - 明和4年（1767年）6月15日     |
| 129 | 荒井高国   | 明和4年（1767年）9月22日 - 明和5年（1768年）6月2日       |
| 130 | 長山直幡   | 明和4年（1767年）10月22日 - 明和6年（1769年）6月13日     |
| 131 | 仁賀保誠之 | 明和5年（1768年）10月4日 - 明和6年（1769年）3月29日      |
| 132 | 松田貞居   | 明和6年（1769年）6月13日 - 明和7年（1770年）6月27日      |
| 133 | 菅沼虎常   | 明和6年（1769年）9月25日 - 明和7年（1770年）4月24日      |
| 134 | 石野唯義   | 明和7年（1770年）6月27日 - 明和8年（1771年）7月29日      |
| 135 | 浅井元武   | 明和7年（1770年）7月22日 - 明和8年（1771年）5月3日       |
| 136 | 平岡正敬   | 明和7年（1770年）10月21日 - 11月22日                     |
| 137 | 永井直該   | 明和7年（1770年）11月24日 - 明和8年（1771年）5月3日      |
| 138 | 中野清方   | 明和8年（1771年）7月29日 - 明和9年（1772年）2月22日      |
| 139 | 長谷川宣雄 | 明和8年（1771年）10月17日 - 明和9年（1772年）10月15日    |
| 140 | 中山信将   | 明和9年（1772年）3月6日 - 10月3日                        |
| 141 | 蒔田定賢   | 明和9年（1772年）3月23日 - 8月16日                       |
| 142 | 安部信盈   | 明和9年（1772年）10月3日 - 安永2年（1773年）7月9日       |
| 143 | 島田政弥   | 明和9年（1772年）10月19日 - 安永2年（1773年）7月9日      |
| 144 | 赤井忠晶   | 安永2年（1773年）7月9日 - 安永3年（1774年）3月20日       |
| 145 | 庄田安久   | 安永2年（1773年）10月19日 - 安永3年（1774年）5月10日     |
| 146 | 菅沼定亨   | 安永3年（1774年）3月20日 - 安永5年（1776年）12月12日     |
| 147 | 松田勝易   | 安永3年（1774年）10月11日 - 安永4年（1775年）5月13日     |
| 148 | 島田政弥   | 安永3年（1774年）12月12日 - 安永4年（1775年）5月13日     |
| 149 | 荒木政為   | 安永4年（1775年）10月18日 - 安永5年（1776年）3月20日     |
| 150 | 杉浦勝興   | 安永5年（1776年）3月21日 - 6月4日                        |
| 151 | 長田繁趬   | 安永5年（1776年）10月10日 - 安永6年（1777年）4月16日     |
| 152 | 土屋守直   | 安永5年（1776年）12月14日 - 安永8年（1779年）1月15日     |
| 153 | 贄正寿     | 安永8年（1779年）1月15日 - 天明4年（1784年）7月26日      |
| 154 | 建部広般   | 安永8年（1779年）9月22日 - 安永9年（1780年）3月29日      |
| 155 | 水野忠郷   | 安永9年（1780年）10月7日 - 天明元年（1781年）閏5月1日    |
| 156 | 建部広般   | 安永9年（1780年）11月9日 - 天明2年（1782年）4月24日      |
| 157 | 堀秀隆     | 天明元年（1781年）10月13日 - 天明2年（1782年）4月24日    |
| 158 | 安部信富   | 天明2年（1782年）10月9日 - 天明3年（1783年）5月7日       |
| 159 | 前田玄昌   | 天明3年（1783年）3月12日 - 5月7日                        |
| 160 | 柴田勝彭   | 天明3年（1783年）9月25日 - 天明4年（1784年）4月16日      |
| 161 | 前田玄昌   | 天明3年（1783年）10月27日 - 天明4年（1784年）4月16日     |
| 162 | 横田松房   | 天明4年（1784年）7月26日 - 天明5年（1785年）11月15日     |
| 163 | 堀秀隆     | 天明5年（1785年）11月15日 - 天明8年（1788年）9月28日     |
| 164 | 前田玄昌   | 天明6年（1786年）1月23日 - 5月3日                        |
| 165 | 長谷川宣以 | 天明7年（1787年）9月19日 - 天明8年（1788年）4月28日      |
| 166 | 長谷川宣以 | 天明8年（1788年）10月2日 - 寛政7年（1795年）5月16日      |
| 167 | 松平定寅   | 天明8年（1788年）10月6日 - 寛政元年（1789年）4月21日     |
| 168 | 松平定寅   | 寛政元年（1789年）10月16日 - 寛政2年（1790年）3月25日    |
| 169 | 佐野政親   | 寛政2年（1790年）10月7日 - 寛政3年（1791年）3月17日      |
| 170 | 松平定寅   | 寛政3年（1791年）4月7日 - 寛政4年（1792年）5月11日       |
| 171 | 太田資同   | 寛政4年（1792年）9月4日 - 寛政5年（1793年）3月28日       |
| 172 | 太田資同   | 寛政5年（1793年）9月27日 - 寛政6年（1794年）3月29日      |
| 173 | 長谷川佑正 | 寛政6年（1794年）10月1日 - 寛政7年（1795年）3月30日      |
| 174 | 森山孝盛   | 寛政7年（1795年）5月8日 - 寛政8年（1796年）6月2日        |
| 175 | 塩入利恭   | 寛政7年（1795年）9月11日 - 寛政8年（1796年）4月4日       |
| 176 | 塩入利恭   | 寛政8年（1796年）6月2日 - 12月29日                       |
| 177 | 池田政貞   | 寛政8年（1796年）10月6日 - 享和元年（1801年）5月1日      |
| 178 | 大久保忠良 | 寛政8年（1796年）12月29日 - 寛政9年（1797年）3月30日     |
| 179 | 加藤則陳   | 寛政9年（1797年）10月9日 - 寛政10年（1798年）3月30日     |
| 180 | 三上季寛   | 寛政9年（1797年）12月1日 - 寛政10年（1798年）1月12日     |
| 181 | 加藤則陳   | 寛政10年（1798年）10月19日 - 寛政11年（1799年）3月30日   |
| 182 | 岡部忠英   | 寛政11年（1799年）10月16日 - 寛政12年（1800年）3月30日   |
| 183 | 奥田高寛   | 寛政12年（1800年）10月10日 - 享和元年（1801年）3月21日   |
| 184 | 岡部忠英   | 享和元年（1801年）5月2日 - 享和2年（1802年）5月14日      |
| 185 | 近藤正方   | 享和元年（1801年）10月17日 - 享和2年（1802年）3月29日    |
| 186 | 大河内正寿 | 享和2年（1802年）5月14日 - 文化元年（1804年）4月4日      |
| 187 | 徳永昌常   | 享和2年（1802年）10月11日 - 享和3年（1803年）3月29日     |
| 188 | 間宮光徳   | 享和3年（1803年）10月9日 - 文化元年（1804年）7月4日      |
| 189 | 戸川逵旨   | 文化元年（1804年）5月29日 - ?                            |
| 190 | 大林親中   | 文化元年（1804年）10月12日 - 文化2年（1805年）4月4日     |
| 191 | 戸川逵旨   | 文化2年（1805年）7月8日 - 文化3年（1806年）3月7日        |
| 192 | 荒尾成章   | 文化2年（1805年）10月19日 - 文化4年（1807年）12月22日    |
| 193 | 大林親中   | 文化3年（1806年）10月10日 - 文化4年（1807年）4月29日     |
| 194 | 大林親中   | 文化5年（1808年）12月14日 - 文化8年（1811年）1月21日     |
| 195 | 渡辺孝     | 文化6年（1809年）10月10日 - 文化7年（1810年）3月27日     |
| 196 | 池田政則   | 文化7年（1810年）3月23日 - 文化10年（1813年）4月14日?    |
| 197 | 松浦忠     | 文化7年（1810年）10月16日 - 文化10年（1813年）7月12日    |
| 198 | 井上正治   | 文化10年（1813年）7月12日 - 文化11年（1814年）7月24日    |
| 199 | 松下保綱   | 文化11年（1814年）7月24日 - 文化13年（1816年）7月9日     |
| 200 | 渡辺永図   | 文化13年（1816年）7月10日 - 文政元年（1818年）10月27日   |
| 201 | 井上正治   | 文化13年（1816年）10月25日 - 文化14年（1817年）3月25日   |
| 202 | 安藤惟久   | 文化14年（1817年）10月3日 - 文政元年（1818年）3月26日    |
| 203 | 井上正治   | 文政元年（1818年）10月8日 - 文政2年（1819年）3月7日      |
| 204 | 中川忠和   | 文政元年（1818年）10月29日 - 12月12日                    |
| 205 | 長井昌純   | 文政元年（1818年）12月12日 - 文政8年（1825年）12月24日   |
| 206 | 松浦剛     | 文政2年（1819年）10月6日 - 文政3年（1820年）3月29日      |
| 207 | 蒔田定交   | 文政3年（1820年）10月25日 - 文政4年（1821年）3月27日     |
| 208 | 斎藤利道   | 文政6年（1823年）12月3日 - 文政7年（1824年）3月27日      |
| 209 | 斎藤利道   | 文政7年（1824年）10月4日 - 文政8年（1825年）3月30日      |
| 210 | 斎藤利道   | 文政8年（1825年）10月16日 - 文政9年（1826年）12月22日    |
| 211 | 松平忠房   | 文政8年（1825年）12月27日 - 文政9年（1826年）3月30日     |
| 212 | 松平忠房   | 文政9年（1826年）5月29日 - 文政10年（1827年）8月16日     |
| 213 | 永田正邦   | 文政10年（1827年）8月17日 - 天保2年（1831年）12月25日    |
| 214 | 矢部定謙   | 文政11年（1828年）10月8日 - 文政12年（1829年）6月2日     |
| 215 | 矢部定謙   | 文政12年（1829年）12月7日 - 文政13年（1830年）閏3月28日  |
| 216 | 矢部定謙   | 天保元年（1830年）11月6日 - 天保2年（1831年）3月19日     |
| 217 | 柴田康直   | 天保2年（1831年）12月8日 - 天保6年（1835年）8月8日       |
| 218 | 小野一興   | 天保3年（1832年）3月2日 - 天保10年（1839年）8月24日      |
| 219 | 角南国英   | 天保3年（1832年）閏11月27日 - 天保10年（1839年）3月15日  |
| 220 | 朽木寿綱   | 天保6年（1835年）8月11日 - 天保8年（1837年）5月          |
| 221 | 岡部福次   | 天保7年（1836年）6月12日 - 7月29日                       |
| 222 | 岡部福次   | 天保7年（1836年）9月3日 - 天保8年（1837年）6月13日       |
| 223 | 深津正英   | 天保8年（1837年）6月10日 - 天保13年（1842年）8月7日      |
| 224 | 落合道一   | 天保8年（1837年）6月23日 - 天保12年（1841年）閏1月24日   |
| 225 | 土屋長有   | 天保9年（1838年）11月8日 - 天保11年（1840年）3月6日      |
| 226 | 山田重光   | 天保11年（1840年）11月3日 - 天保12年（1841年）8月10日    |
| 227 | 大屋明啓   | 天保12年（1841年）8月10日 - 天保13年（1842年）9月30日    |
| 228 | 太田資統   | 天保13年（1842年）10月4日 - 天保15年（1844年）10月15日   |
| 229 | 駒井信義   | 天保13年（1842年）10月5日 - 天保14年（1843年）5月3日     |
| 230 | 水野重明   | 天保15年（1844年）10月15日 - 弘化3年（1846年）12月15日   |
| 231 | 内藤忠明   | 天保15年（1844年）10月24日 - 弘化2年（1845年）6月17日    |
| 232 | 牧義制     | 弘化3年（1846年）12月15日 - 嘉永2年（1849年）10月8日     |
| 233 | 水野忠篤   | 嘉永2年（1849年）10月9日 - 嘉永5年（1852年）4月15日      |
| 234 | 久須美祐雋 | 嘉永5年（1852年）4月16日 - 安政2年（1855年）5月22日      |
| 235 | 坂井政輝   | 安政2年（1855年）5月22日 - 安政5年（1858年）6月5日       |
| 236 | 豊田友直   | 安政5年（1858年）6月5日 - 12月29日                       |
| 237 | 駒井信義   | 安政5年（1858年）8月2日 - 11月26日                       |
| 238 | 水野忠全   | 安政5年（1858年）12月29日 - 安政6年（1859年）9月10日     |
| 239 | 鵜殿長徳   | 安政6年（1859年）8月1日 - 万延元年（1860年）閏3月22日    |
| 240 | 黒沢篤之   | 安政7年（1860年）2月8日 - 文久元年（1861年）5月7日       |
| 241 | 大久保忠董 | 万延元年（1860年）閏3月22日 - 文久元年（1861年）11月16日 |
| 242 | 都筑峯暉   | 文久元年（1861年）11月18日 - 文久2年（1862年）10月24日   |
| 243 | 土方勝敬   | 文久2年（1862年）10月25日 - 文久3年（1863年）8月13日     |
| 244 | 大久保忠恒 | 文久2年（1862年）12月18日 - 文久3年（1863年）4月12日     |
| 245 | 池田長発   | 文久3年（1863年）5月15日 - 7月12日                       |
| 246 | 佐久間信義 | 文久3年（1863年）8月14日 - 9月10日                       |
| 247 | 大久保忠恒 | 文久3年（1863年）9月10日 - 元治元年（1864年）12月21日    |
| 248 | 戸田正意   | 元治元年（1864年）12月27日 - 慶応2年（1866年）8月4日     |

## 関連作品
- 鬼平犯科帳  - 池波正太郎の時代小説。八代目松本幸四郎、二代目中村吉右衛門を始めとして、これまで5度映像化されている（テレビシリーズ4作、映画1作）。
- 雲霧仁左衛門 - 池波正太郎の時代小説。盗賊と火盗の心理戦を含めた戦いを描いた作品。萬屋錦之介、山﨑努を始めとして、これまで6度映像化されている（テレビシリーズ4作、スペシャルドラマ1作、映画1作）。作中の「安部式部」は安部信旨がモデルとされている。
- 騎馬奉行罷り通る - 陣出達朗の時代小説。これまでに2度映像化されている（いずれもテレビドラマ）。
  - 騎馬奉行 - 六代目市川染五郎主演の連続テレビドラマ。1979年 - 1980年、KTV・東映制作。
  - 騎馬奉行がゆく - 高橋英樹主演の長編テレビドラマ。1995年、日本テレビ・ユニオン映画制作。